# Tereza Desqueyrouxová
Tereza Desqueyrouxová (1927, Thérèse Desqueyroux) je román francouzského spisovatele Françoise Mauriaca, nositele Nobelovy ceny za literaturu za rok 1952.
Děj knihy vychází ze skutečné události. Mladá manželka začíná postupně nenávidět svého manžela, obhroublého statkáře, a je nakonec svou nenávistí a prázdnotou svého okolí dohnána k pokusu o jeho vraždu. Terezino provinění je kvůli rodinné cti před veřejností utajeno, travička je však ztrestána rodinným soudem, kterému se podrobuje.
Román zobrazuje neklid a nenaplnění člověka, nuceného žít v provinciálním prostředí, omezeném množstvím předsudků, včetně sexuálních. Dílo ve svém hlavním poselství obsahuje autorovo tradiční téma hříchu a vykoupení, resp. obhajobu člověka, který se sice jednoznačně provinil, ale jedinečnost jeho osobní citové a morální zkušenosti zůstává vnějšímu světu při jeho posuzování skryta, ačkoli je hlavním a jediným skutečným jeho obrazem ve vztahu k etickému kodexu.
Tereza žije se svým mužem Bernardem, který dělá vše pro rodinu (mají spolu dceru), je ale trochu bez citu. Tereza má ráda sestru svého manžela Annu, ta se má vdát, ale doopravdy touží po jiném muži. Tereza má za úkol ji přesvědčit, ať nechá toho druhého muže, který je filosof. To se jí povede a sama se zamiluje do jeho myšlenek o svobodě člověka, což je taky jedna z věcí, které ji ukázala, v jakém stereotypním životě žije. Rozhodne se, že svého manžela otráví. Při braní jeho léků mu „zapomene“ říct, že už si jich vzal hodně. To mu ovšem jenom přitíží, tudíž zajde do lékárny a koupí tam jed. On je však zachráněn, ji uvězní a celá rodina ji nenávidí.
Při procesu je však díky svědectví manžela vysvobozena, dělá, jako by se to nestalo. Ten však vymyslí plán, jak uchránit čest své rodiny. Musí spolu spořádaně chodit do kostela, na trh. Dcerku nechá odjet (jakože ze zdravotních důvodů), aby ji ochránil. Terezu zavře, nechá na vesnici (jakože chce být sama), což je pro ni velký trest, samotu nese špatně. Často chodí do lesa kvůli smrkům, které miluje. Stále miluje filosofa, touží za ním odjet do Paříže. Když za ní na venkov přijede její manžel, řekne jí, že sestra Anne si musí vzít muže, kterého jí už předtím nutili. Pokud se jí to podaří, tak ji nechá odejít. Tereza, když cítí svobodu, pomůže Anně ke svatbě. Když jedou do Paříže, Tereza si uvědomí, že svého manžela Bernarda miluje, ten ji už však ale nechce. Nechá ji odjet a ona si konečně užívá svobodu v Paříži.
Poznámka – dílo vyzdvihuje charakter žen v departementu Landes.

## Filmové adaptace
Thérèse Desqueyroux (Tereza Desqueyrouxová), Francie 1962, režie Georges Franju, v hlavních rolích Emmanuelle Riva a Philippe Noiret.

## Česká vydání
Román vyšel česky třikrát. Poprvé již v roce 1929 v překladu Quida Paličky:
- Thérèse Desqueyroux; Praha : Václav Petr, 1929 (Středočeská knihtiskárna)

další dvě vydání pod názvem Tereza Desqueyrouxová v nakladatelství Odeon v překladu Josefa Heyduka. Nejdříve roku 1972 v souboru Příběhy lásky a nenávisti a poté roku 1980 opět v souboru Romány lásky a nenávisti.
- Příběhy lásky a nenávisti; Praha : Odeon, 1972 (Čes. Těšín : Tisk 3)
- Romány lásky a nenávisti; Praha : Odeon, 1980 (PG)